# Eleusine indica

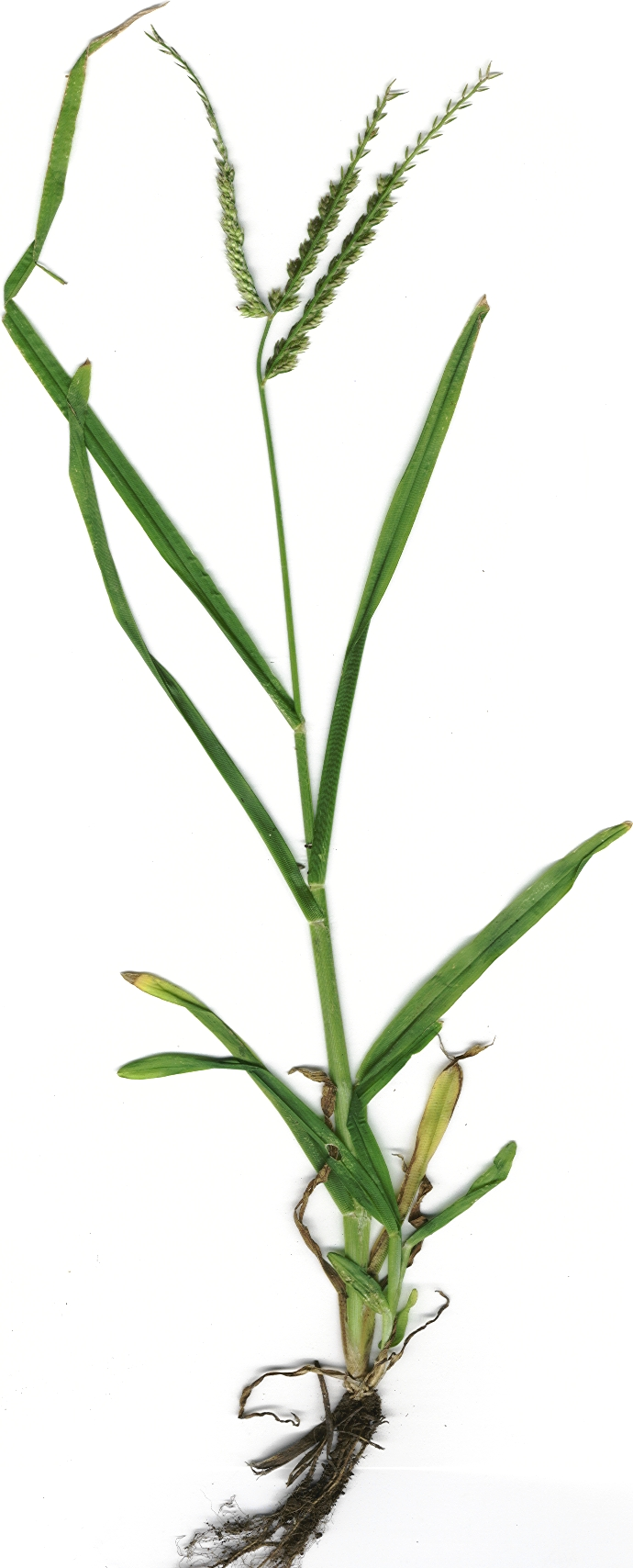
Ilustración

Eleusine indica (capín) es una especie de planta en la familia de las gramíneas Poaceae. Es originaria del Viejo Mundo. 

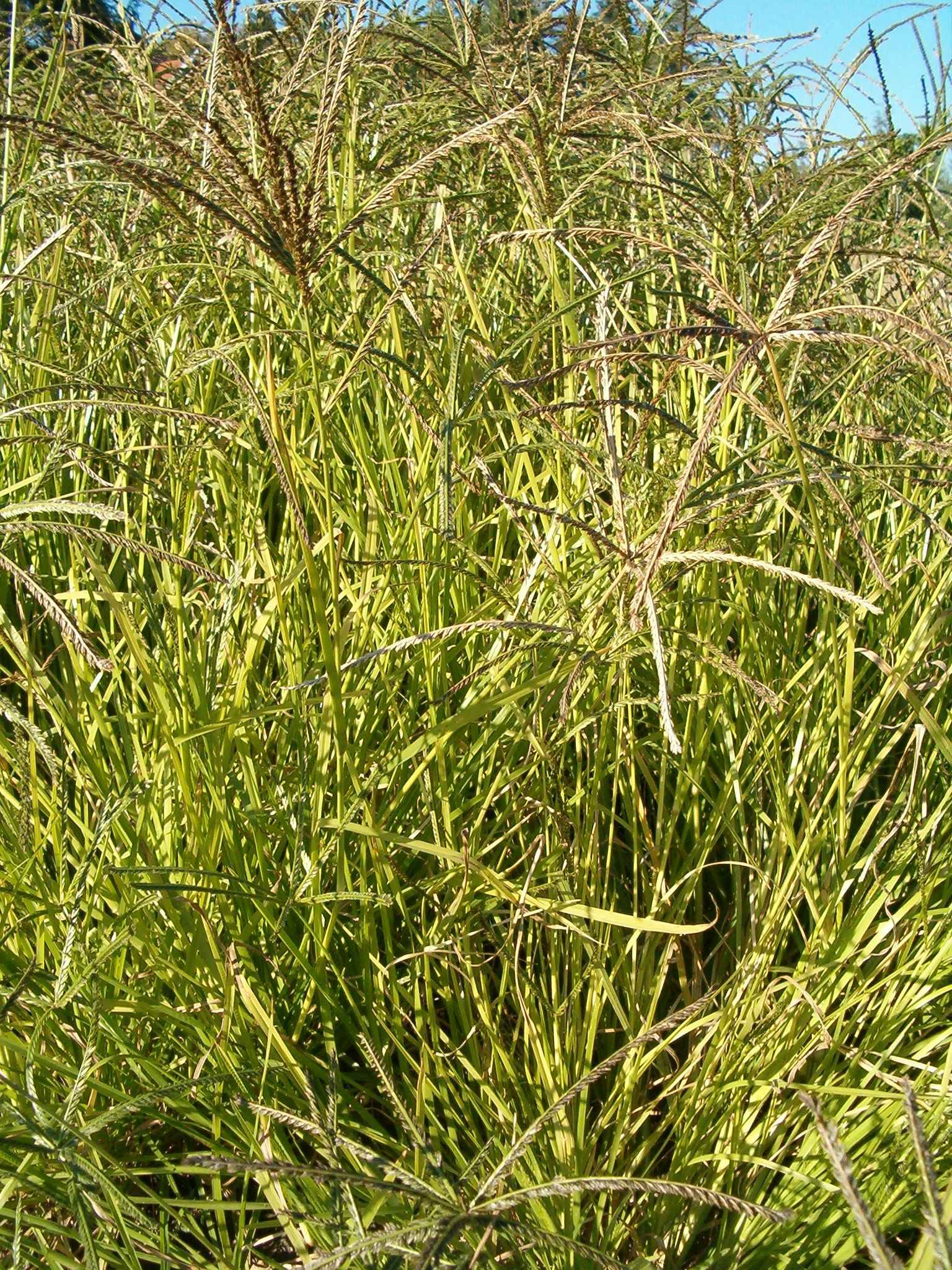
Malezal de Eleusine indica.

## Descripción
Alcanza 5-9 dm de altura, tallo erecto o ascendente, hojas con vainas foliares comprimidas y aquilladas, glabras o con algunos pelos marginales en la parte superior, lígula membranosa ciliada de 1 mm de largo, lámina a menudo plegada, hasta de 3 dm × 9 mm de ancho, glabra, pero con un mechón de pelos en la garganta y a veces con algunos pelos largos en los márgenes cerca de la base.
Inflorescencia con ramas florales (1) 2 a 10 (17), de (3) 6 a 10 (15) cm de largo, dispuestas digitadas, pero con una o dos situadas más abajo.
Espiguilla/flores: espiguillas de 3 a 7 mm de largo, compuestas de 4 a 9 flores, densamente agrupadas en un raquis angostamente alado o sin alas; 1ª gluma de 1,5-1,8 mm de largo, la 2ª de 2 a 3 mm de largo; lema de 2,5-4 mm de largo, con nervaduras laterales prominentes cerca del ápice, pálea más corta que la lema.
Frutos y semillas: cariopse libre o disperso dentro del flósculo, la pared del fruto cae fácilmente. Semilla de 1-2 mm × 1 mm, surcada y rugosa en la superficie, color café oscuro, café rojizo o café negruzco.
Plántulas: coleóptilo oblongo de 2-4 mm de largo; en la primera hoja se pueden distinguir dos formas, una en la que la hoja es mayor que las tres subsecuentes y la otra forma tiene un tamaño similar a las subsecuentes, ambas formas de ápice obtuso y sin pelos; en la segunda hoja también hay dos formas, ambas lanceoladas a elíptico-lanceoladas.
Es considerada una maleza muy importante en Argentina y además presenta resistencia al glifosato.

## Hábitat
Es anual, gusta de hábitats disturbados, y su distribución es cosmopolita de regiones templadas y cálidas. Es muy persistente.

## Ecología
Esta especie gusta de terrenos inundables, orillas de cultivo, terrenos de cultivo, jardines, lugares abiertos. Es resistente el pisoteo. Se encuentra desde el nivel del mar hasta los 2500 m s. n. m.; en todos los continentes, salvo las regiones de clima frío.

## Taxonomía
Eleusine indica fue descrita por (L.) Gaertn. y publicado en De Fructibus et Seminibus Plantarum. . . . 1: 8. 1788.
Citología
Número de cromosomas de Eleusine indica (Fam. Gramineae) y táxones infraespecíficos: n=9; 2n=18
Etimología
Eleusine: nombre genérico que deriva de Eleusis, una ciudad muy antigua y demo (un municipio o división) de Ática, famosa por los Misterios eleusinos, a unos 14 kilómetros al noroeste de Atenas, al oeste de la ciudad estaba el Rharian, donde Deméter, la diosa griega de las frutas de tierra, se decía que había sembrado las primeras semillas de maíz, Deméter (Ceres para los romanos) era la hija de Cronos y Rea, y hermana de Zeus, por el cual se convirtió en la madre de Perséfone.
indica: epíteto latino que significa "de la India".
Ahora, cómo es que sucedió esto, si el maíz es originario de América y recién fue introducido a Europa en el siglo XVII. Todo un misterio. Eleusino.
Sinonimia
- Chloris repens Steud.
- Cynodon indicus (L.) Raspail
- Cynosurus indicus L. basónimo
- Eleusine distachya Nees
- Eleusine distans Link
- Eleusine domingensis Sieber ex Schult.
- Eleusine glabra Schumach.
- Eleusine gonantha Schrank
- Eleusine gouini E.Fourn.
- Eleusine gracilis Salisb.
- Eleusine inaequalis E. Fourn.
- Eleusine rigidifolia E. Fourn.
- Eleusine scabra E. Fourn.
- Eleusine textilis Welw.[4]
- Agropyron geminatum Schult. & Schult.f.
- Cynosurus ara Ham. ex Wall.
- Cynosurus pectinatus Lam.
- Eleusine domingensis Sieber ex Schult.
- Eleusine japonica Steud.
- Eleusine macrosperma Stokes
- Eleusine marginata Lindl.
- Eleusine polydactyla Steud.
- Juncus loureiroana Schult. & Schult.f.
- Leptochloa pectinata (Lam.) Kunth
- Paspalum dissectum Kniph.
- Poa spicata Willd. ex Steud.
- Triticum geminatum Spreng.[8][2]

## Nombre común
Pata de gallina, grama, horquetilla, paja de burro, pasto amargo, cola de caballo, zacate de guácana, zacate guácima, grama caraspera, pie de gallina, grama de caballo, grama sapo,grama carraspera.